# Прапор Дублян
Пра́пор Дублян — офіційний геральдичний символ міста Дубляни Львівської області, затверджений 28 травня 1991 року. 
Розроблений Андрієм Гречилом, Іваном Сварником та Іваном Турецьким.

## Опис
Квадратне жовте полотнище, посередині — блакитний трикутник із Оком Провидіння (Всевидячим Оком), із верхнього та нижнього країв йдуть блакитні лиштви (завширшки в 1/10 сторони прапора).

## Зміст
Всевидяче Око вживалося на давній печатці Дублян із ХІХ ст. Жовте поле означає багатство й добробут.